# 411vm 16
411vm 16 je šestnajsta številka 411 video revije in je izšla januarja 1996.

## Vsebina številke in glasbena podlaga
Glasbena podlaga je navedena v oklepajih.
- Chaos (The pharcyde - Drop)
- Profiles Kris Markovich, Jeff Taylor, Ron Whaley (The pharcyde - Runnin', Superchunk - It's so hard to fall in love)
- Wheels of fortune Brad Staba, Jason Womack, Frank Gerwer, Danny Montoya, Wayne Patrick (Brooklyn funk essentials - Brooklyn recycles, Hum - Starts, DJ Krush - To the infinity, Attica blues - Contemplating jazz)
- Contests Skatepark of Tampa (Butthole surfers - Revolution 2)
- Industry NC rolkarska trgovina, Channel one (Greyboy - Parkside bounce)
- Spot check Trabuco hills high school (Live - I alone)
- Brothers Laban in Eric Pheidas